# Серце віддаю дітям
«Серце віддаю дітям» — твір українського педагога Василя Олександровича Сухомлинського, який характеризує його як особистість. Книга вийшла в 1969 році. За цю працю у 1974 році Сухомлинський удостоєний Державної премії України в галузі науки і техніки. Адресована широкому колу читачів, які цікавляться питаннями навчання і виховання підростаючого покоління. В подальшому книгу переклали на 30 мов світу, вона була перевидана 54 рази.

## Сюжет
Книга підсумовує роботу педагога як учителя і директора Павлиської середньої школи на Кіровоградщині. Складається із двох частин: «Школа радості» та «Роки дитинства», де пропонується опис роботи «Школи під блакитним небом» як творчої лабораторії, в якій будуть розвиватися креативні здібності школярів через гру, природу, фантазування. Автор підкреслює роль праці, мови у вихованні моральних якостей особистості школяра.
Значна увага приділяється здоров'ю підростаючого покоління, яке потрібно загартовувати як у школі, так і в позаурочний час. Василь Сухомлинський, створивши «кімнату казки», «острів чудес», спонукав учнів фантазувати, міркувати, любити рідний край. Це книга про дитинство, щасливе дитинство, яке дитині може забезпечити дорослий.